# Decurión
Un decurión era un miembro del senado de una ciudad en el Imperio romano. Los decuriones se extraían normalmente de la clase curiales, que estaba compuesta por ciudadanos ricos de la sociedad ciudadana. El surgimiento del cargo de decurión se puede encontrar en la decisión de Roma de permitir que los titulares de cargos en las colonias latinas en Italia se convirtieran en ciudadanos romanos en un intento de fidelizarlos en 125 a. C.

## Características y funciones
Los decuriones fueron las figuras políticas más poderosas a nivel local. La ciudad era gobernada por los magistrados y por la curia. La clase de los curiales y la de los decuriones pertenecían a un mismo grupo social, siendo los decuriones, los curiales que tomaban asiento en la curia. Eran la élite de la ciudad.
La asamblea de los decuriones o concejo municipal (en latín Ordo Decurionis) era una asamblea de 100 miembros vitalicios, antiguos magistrados que habían dejado su cargo y que se elegían por cooptación. 
Posteriormente se denominó también decurión en las ciudades romanas a los individuos de la curia que, con algún magistrado superior y agentes subalternos, constituían el cuerpo municipal del orden decurional (ordo decurionum) con las siguientes funciones: 
- Representar a la ciudad en todas sus funciones públicas
- Cuidar del orden público con el cuerpo de policía
- Administrar los bienes comunales
- Ser los agentes del poder ejecutivo
- Conservar los caminos
- Inspeccionar las minas
- Responsables del entretenimiento
- Recaudar los impuestos[4]

Diferencias de los decuriones entre senadores y ecuestres:
- Eran los que tenían menos estabilidad económica.
- A diferencia de los Senadores y Ecuestres, que los nombraba el emperador, para ser un Decurión había que pagar un monto específico, el cual se estima que era muy caro, ya que en Roma ser político era costoso. Se veía más para hacer un negocio.
- No tenían asambleas para tomar decisiones.
- Eran más homogéneos que en los otros rangos.
- Los Decuriones estaban relacionados con el comercio.
- Podían ser plebeyos y patricios los que ocuparan este cargo, a diferencia de los senadores y al igual que los Ecuestres.
- Gobernaban solo su ciudad, y cada ciudad tenía su orden decurional diferente.